# Josef Pick
Josef „Jupp“ Pick (* 14. Dezember 1916 in Efferen; † 14. März 2002 in Hürth) war ehrenamtlicher Sportmanager in Hürth und wurde als solcher mit dem Bundesverdienstkreuz ausgezeichnet, zuletzt mit dem der 1. Klasse.

## Wirken
Jupp Pick oder auch „Mister Sport“ der Stadt Hürth, der der SPD nahe stand und Bundesbahnsekretär war, war Mitgründer des Gemeinde-/Stadtsportverbandes 1950, dem er über 40 Jahre vorstand. Zuletzt war er Ehrenvorsitzender. In den 1970er Jahren organisierte er die Hürther Sportwoche. Als Mitglied des Sportausschusses war er Bindeglied zu Rat und Verwaltung. Mitte der 1960er Jahre war er Mitglied in etwa 30 Vereinen in Hürth.

## Auszeichnungen
Pick erhielt bereits 1972 die Verdienstmedaille, das Verdienstkreuz am Bande folgte 1980 und am 11. März 1989 dann das Verdienstkreuz 1. Klasse. Die Stadt verlieh ihm Ehrengabe und Ehrenring und benannte 2007 in seinem Stadtteil Efferen eine Straße nach ihm.